# Bernie Taupin

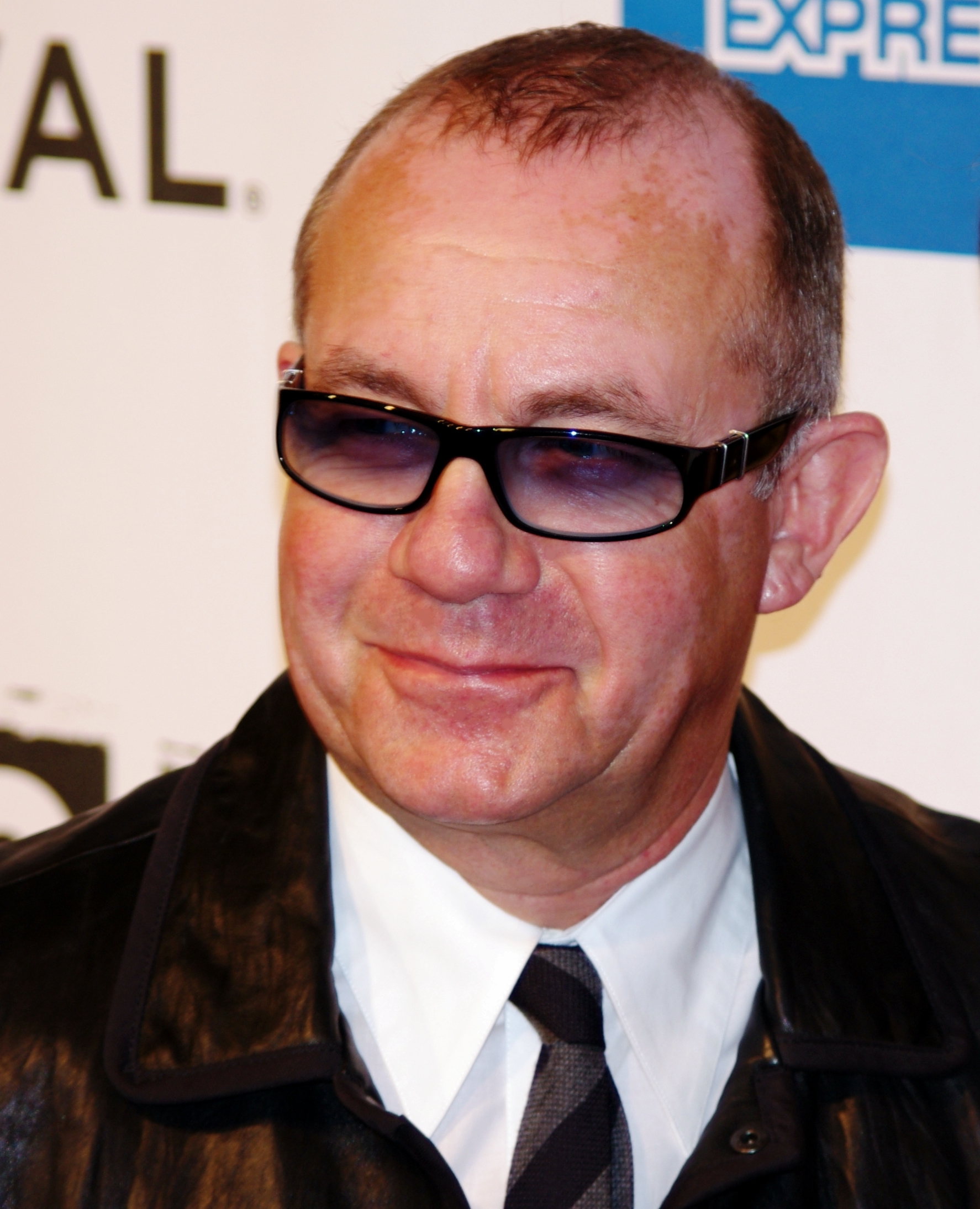
Bernie Taupin in 2011

Bernie Taupin (Anwick (Lincolnshire), 22 mei 1950) is een Engels-Amerikaanse tekstdichter. Taupin is de ontvanger van de Gershwin Prize 2024, die hij samen met Elton John in ontvangst nam.
Hij schreef de meeste songteksten van Elton John, onder meer hun eerste hit Your Song en Candle in the Wind, Rocket Man, Daniel, I'm Still Standing en Nikita. In 1997 bewerkte hij op verzoek van Elton John zijn eigen oorspronkelijke tekst voor de speciale versie van Candle in the Wind 1997 na het overlijden van prinses Diana. Ook werkte hij samen met andere componisten, zoals voor het album From the inside uit 1978, het vierde soloalbum van Alice Cooper waarvoor hij alle teksten schreef, en de song We Built This City van Starship uit 1985.
In de jaren 80 werd hij Amerikaans staatsburger en exploiteerde met zijn vrouw Stephanie Taupin het restaurant 'Cicada' in Los Angeles. Hij schreef de autobiografie A cradle of haloes. 	
- Bibsys: 44837
- Biblioteca Nacional de España: XX1088010
- Bibliothèque nationale de France: cb14014190z (data)
- CiNii: DA12199859
- Gemeinsame Normdatei: 134536738
- International Standard Name Identifier: 0000 0001 1437 7173
- Library of Congress Control Number: n50008646
- Nationale Bibliotheek van Letland: 000140032
- MusicBrainz: 9a0d0b2d-a727-44a6-a172-53766f186834
- Bibliotheek van het Japanse parlement: 00516525
- Nationale Bibliotheek van Tsjechië: pna2005262074
- Nationale bibliotheek van Australië: 35540357
- Nationale Bibliotheek van Israël: 987007388043905171
- Nationale Bibliotheek van Polen: a0000002737083
- Nationale en Universitaire bibliotheek Zagreb: 000048037
- Nederlandse Thesaurus van Auteursnamen: 070373736
- Istituto Centrale per il Catalogo Unico: CFIV167778
- Système universitaire de documentation: 251620204
- Trove: 989510
- Virtual International Authority File: 10046047
- WorldCat: E39PBJkT9qyd7mJYFjwWBTKKh3